# Марк Флавий Апер (консул 130 г.)
Вижте пояснителната страница за други личности с името Марк Флавий Апер.
Марк Флавий Апер (на латински: Marcus Flavius Aper) e политик и сенатор на Римската империя през 2 век.

## Биография
Произлиза от фамилията Флавии. Той е син на Марк Флавий Апер (суфектконсул 103 г.).
През 125 г. Флавий Апер е легат (legatus Augusti pro praetore) на провинцията Ликия и Памфилия. През 130 г. е редовен консул заедно с Квинт Фабий Катулин.

## Деца
Баща е на:
- Марк Флавий Апер (суфектконсул 155, 160 г. и консул 176 г.).[2]